# Franco Perruquet
Franco Perruquet (ur. 25 grudnia 1950 w Aoście) – włoski bobsleista, złoty medalista mistrzostw świata.

## Kariera
Największy sukces w karierze Perruquet osiągnął w 1975 roku, kiedy wspólnie z Giorgio Alverą zwyciężył w dwójkach podczas mistrzostw świata w Cervinii. Był jednak to jego jedyny medal wywalczony na międzynarodowej imprezie tej rangi. W 1976 roku wystartował na igrzyskach olimpijskich w Innsbrucku, gdzie zajął ósme miejsce w dwójkach.